# Dardanus (Rameau)
Dardanus és una òpera en pròleg i 5 actes composta per Jean-Philippe Rameau sobre un llibret en francès de Charles-Antoine Le Clerc de La Bruère. S'estrenà a l'Òpera de París el 19 de novembre de 1739.

## Origen i context
Proveïda d'un llibret inversemblant -Rameau no va tenir tanta vista com Lully a l'hora d'elegir els seus poetes (hi ha qui diu que per garreperia o per no compartir l'absoluta propietat de les obres)- al voltant dels amors i combats de Dàrdanos, fill de Júpiter i fundador de la dinastia troiana, que dona el seu nom als veïns Dardanels-, Dardanus, tercera tragédie lyrique de Rameau -que en rigor només va compondre, entre les seves més de trenta obres donades a l'escena, cinc que responguessin a aquesta categoria, encara que per als criteris actuals, menys estrictes i primmirats, un bon nombre d'elles puguin ser qualificades d'autèntiques òperes-, és probablement la més atractiva i musicalment rica de totes elles.
Les seves àries més famoses, els abundants cors i sobretot la fascinant música instrumental: obertura, marxes, danses variadíssimes (minuets, rigodons, tamborins, gavotes, gigues) i la bella Chaconne conclusiva, probablement la peça orquestral més extensa del músic borgonyó, han estat portats infinitat de vegades a suites, gravades i escoltades en concert.